# Dictyonella scabra
Dictyonella scabra är en svampart som först beskrevs av Hans Sydow, och fick sitt nu gällande namn av Arx 1963. Dictyonella scabra ingår i släktet Dictyonella och familjen Saccardiaceae.   Inga underarter finns listade i Catalogue of Life.